# Rucks Parker
Rucks Parker fue un dúo salvadoreño originario de San Salvador, el cual se formó en febrero de 1992. El dúo estaba compuesto por Gerardo Parker como compositor y vocalista, y por Daniel Rucks, como escritor y vocalista.
El dúo Rucks Parker es reconocido por "Como quisiera que no existieras", "Suena como Mozart", "3/4 de nada", "Mi bestia interior" y "Por dónde sale el sol".

## Historia

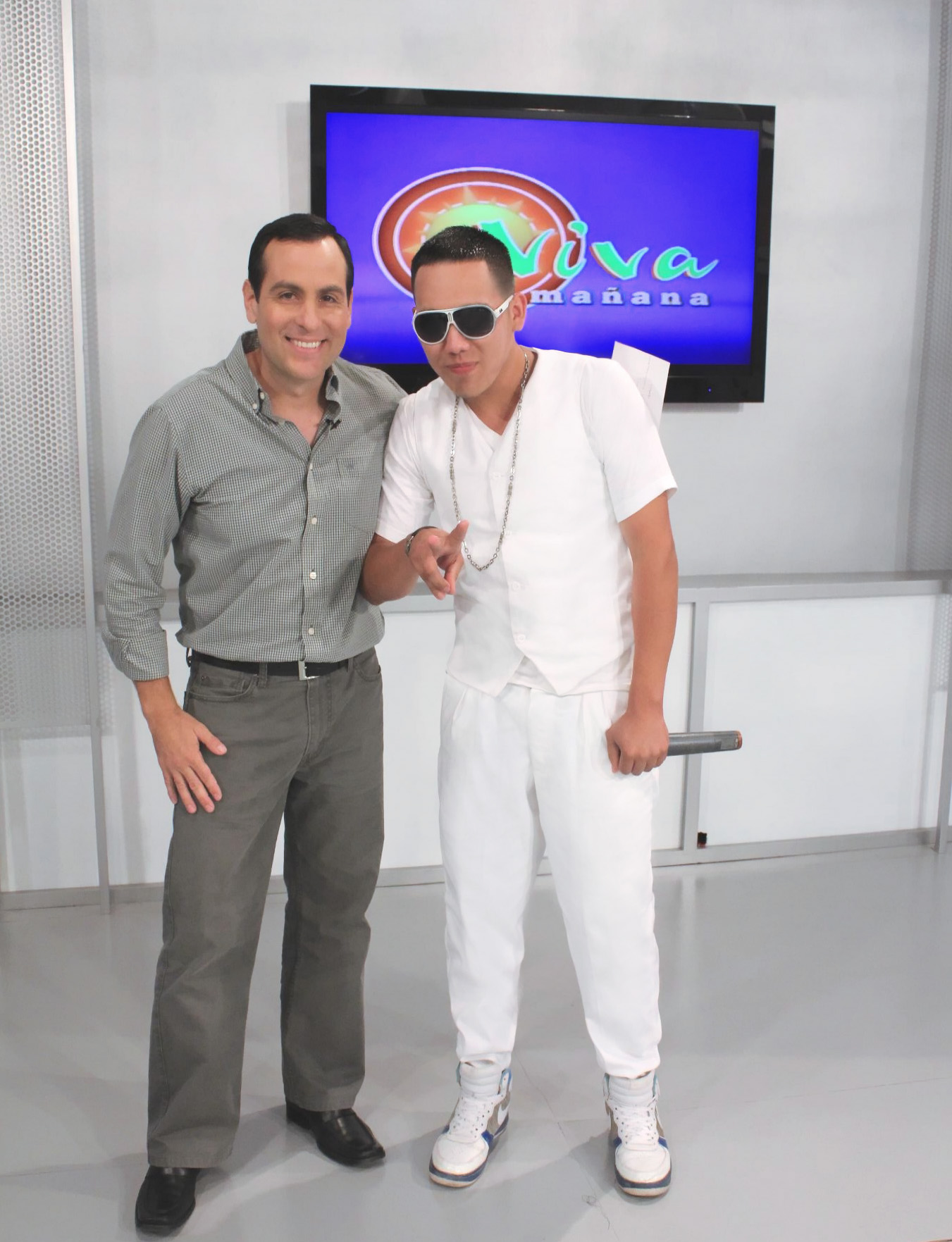
Gerardo Parker (a la izquierda), vocalista del dúo.

Rucks Parker se formó en febrero de 1992, cuando Gerardo Parker invitó en una ocasión a Daniel Rucks a su recién inaugurado estudio para probar la calidad del mismo. Rucks y Parker ya se conocían en ese momento, debido a que habían trabajado juntos anteriormente para grabar jingles de productos que Parker representaba. Aunque Daniel Rucks, el cual solo componía canciones, insistía a Parker a que sólo él cantará, pero finalmente ambos pusieron sus voces. Grabaron alrededor de 4 horas, obteniendo como resultando su primer tema: "Mermelada de tristeza". Luego, insertaron esta canción en las radios del país, convirtiéndose rápidamente en su primer tema reconocido a nivel nacional.

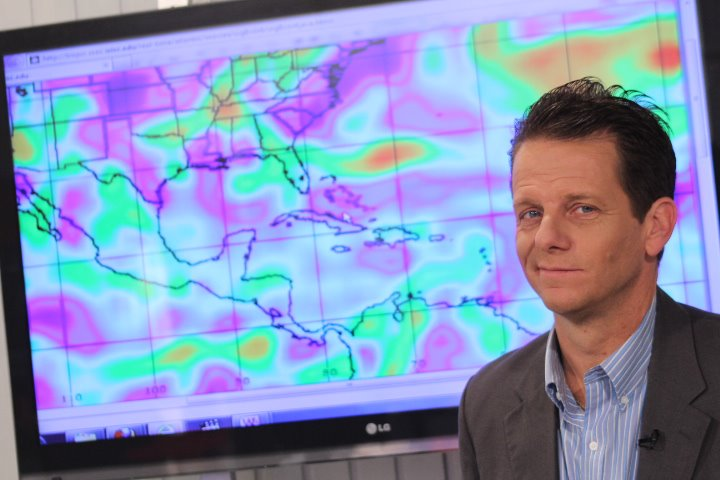
Daniel Rucks, compositor y vocalista del dúo.

Consecuentemente ese mismo año dieron pie para la grabación de lo que sería su primer álbum, Bienvenidos a mi circo. Este álbum los catapultaría al éxito, desprendiéndose canciones como "3/4 de nada", "Telarañas en la mente", "Mermelada de tristeza", "Me llega más tu mamá" y "Mi bestia interior". La canción "Yo creo en El Salvador" considerada como patriótica por el contenido de su letra.
En 1993 lanzan su segundo álbum Clorofila, el cual posee canciones reconocidas como "Suena como Mozart". 
En 1994 sacan al público Una Madrugada del Siglo XX, considerado el álbum más complejo y mejor producido del dúo. De éste destaca "Como quisiera que no existieras", una de las canciones más reconocidas del dúo. 
En 1996 lanzan su cuarto y último álbum de estudio, el cual se titula Crónicas de Nomeacuerdo, el cual posee "Por dónde sale el sol" y "La máquina de hacer pájaros".
En 1997 el dúo anuncia su separación indefinida, aunque continuaron realizando conciertos ocasionales en los años posteriores. En 2006 anunció la publicación de material inédito: “Si en verdad me quieres, préstame un dólar”, “Asesiné a mi novia”, “Mi segunda oportunidad" y “Aún peor si pienso”. En 2009 lanzan su primer álbum recopilatorio, Jazz tubo, el cual compila sus más grandes éxitos y el material publicado en 2006.

## Discografía
- 1992: Bienvenidos a mi Circo
- 1993: Clorofila
- 1994: Una Madrugada del Siglo XX
- 1996: Crónicas de Nomeacuerdo
- 2009: Jazz tubo

## Videos musicales
- "Mermelada de tristeza"
- "3/4 de nada"
- "Telarañas en la mente"
- "Mi bestia interior"
- "Suena como Mozart"
- "Vivir para Siempre"
- "Ráfagas de luz"
- "Quererme"
- "Como quisiera que no existieras"
- "Todo x ti"
- "Por dónde sale el sol"
- "Cuando dices que te vas"
- “Si en verdad me quieres, préstame un dólar”